# Claudicatio intermittens
La claudicatio intermittens (dal latino claudicatio, «zoppicare» e intermittens, «in maniera discontinua nel tempo») consiste in una difficoltà di deambulazione che recede col riposo.

## Eziologia
È la manifestazione della vasculopatia periferica, conseguenza dell'aterosclerosi che determina la riduzione del flusso di sangue e dunque di ossigeno ai muscoli preposti alla deambulazione.

## Epidemiologia
L'aterosclerosi colpisce circa il 10% della popolazione oltre i 65 anni di età nei paesi industrializzati, mentre per la claudicatio intermittens la percentuale di persone colpite scende a circa il 5%. La claudicatio intermittens si manifesta solitamente in uomini di oltre 50 anni.

## Presentazione clinica
Si presenta come una sensazione dolorosa dell'arto affetto (di norma un polpaccio, ma può riguardare anche una porzione più periferica o un singolo muscolo della gamba).
La gravità del disturbo si misura tramite il numero di metri che l'individuo può percorrere prima della comparsa del dolore: all'aumentare dell'occlusione vascolare diminuisce il flusso sanguigno e il muscolo inizia a lavorare in anaerobiosi con comparsa di acido lattico e dolore in un tempo più breve.
Se il termine angor identifica il dolore dovuto all'ischemia, il termine claudicatio ne descrive l'impegno funzionale.

## Trattamento
Il trattamento tende a ristabilire la giusta perfusione, dato che questo sintomo non è specifico di una precisa malattia, le strategie terapeutiche sono varie e correlate alla patologia di base.